# Bale-Grünmeerkatze
Die Bale-Grünmeerkatze (Chlorocebus djamdjamensis) ist eine Primatenart aus der Familie der Meerkatzenverwandten (Cercopithecidae). Sie ist eine der sechs Arten, in die die Grünen Meerkatzen in jüngeren Systematiken unterschieden werden. Diese Primatenart kommt nur in Äthiopien vor, ihr Verbreitungsgebiet ist auf das Bale-Gebirge und angrenzende Gebiete im Osten der äthiopischen Region Oromiyaa beschränkt. Dort leben die Tiere vor allem in Bambuswäldern in Höhen von 2400 bis 3000 Metern.

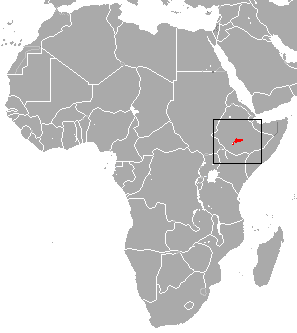
Verbreitungskarte der Bale-Grünmeerkatze

## Merkmale
Das Fell der Bale-Grünmeerkatzen ist auf dem Rücken graubraun gefärbt und deutlich dichter als das der anderen Grünmeerkatzen. Die Hände und Füße sind grau, die Bauchseite ist weißlich. Das Gesicht ist dunkel und durch den weißen Bart und einen schmalen hellen Überaugenstreifen charakterisiert. Verglichen mit anderen Meerkatzen ist der Schwanz relativ kurz. Männchen erreichen eine Kopfrumpflänge von 42 bis 60 Zentimeter, Weibchen bleiben mit 30 bis 50 Zentimeter deutlich kleiner. Der Schwanz wird 46 bis 76 (Männchen) bzw. 41 bis 66 (Weibchen) Zentimeter lang und Männchen erreichen ein Gewicht von 3,1 bis 6,4 Kilogramm, während Weibchen 1,5 bis 4,9 Kilogramm schwer werden.

## Lebensweise
Über die Lebensweise dieser Tiere ist wenig bekannt, vermutlich stimmt sie weitgehend mit der der anderen Grünmeerkatzen überein. Demzufolge sind sie semiterrestrisch (sie halten sich sowohl am Boden als auch auf den Bäumen auf) und tagaktiv. Sie dürften in größeren Gruppen aus einigen Männchen, vielen Weibchen und dem gemeinsamen Nachwuchs leben. Sie ernähren sich vor allem von jungen Bambusblättern, außerdem werden Früchte, Samen un tierische Kost (Wirbellose, kleine Reptilien, Vögel und Kleinsäuger) gefressen.
Bale-Grünmeerkatzen, die in offenen Wäldern leben, unterscheiden sich genetisch stark von denen aus geschlossenen Wäldern und ihr Genom ähnelt mehr dem der 
Äthiopischen Grünmeerkatze (Chlorocebus aethiops) und dem der Südlichen Grünmeerkatze (C. pygerythrus). Das deutet darauf hin, dass es in offenen Wäldern zu Hybridisierungen der Bale-Grünmeerkatze mit den beiden verwandten Arten kommt.

## Gefährdung
Die IUCN listet sie unter gefährdet („Vulnerable“). In historischer Zeit war ihr Verbreitungsgebiet bedeutend größer. Hauptbedrohung der Art sind die Ausbreitung menschlicher Siedlungen und das Abholzen der Bambuswälder.

## Belege
1. 1 2 3  Elizabeth L. Gadsby, Colin P. Groves, Aoife Healy, K. Praveen Karanth, Sanjay Molur, Tilo Nadler, Matthew C. Richardson, Erin P. Riley, Anthony B. Rylands, Lori K. Sheeran, Nelson Ting, Janette Wallis, Siân S. Waters & Danielle J. Whittaker: Family Cercopithecidae (Old World Monkeys). Seite 674 in Russell A. Mittermeier, Anthony B. Rylands & Don E. Wilson: Handbook of the Mammals of the World: - Volume 3. Primates. Lynx Editions, 2013 ISBN 978-8496553897
2. ↑  Addisu Mekonnen, Eli K. Rueness, Nils Chr. Stenseth, Peter J. Fashing, Afework Bekele, R. Adriana Hernandez-Aguilar, Rose Missbach, Tanja Haus, Dietmar Zinner, Christian Roos. Population genetic structure and evolutionary history of Bale monkeys (Chlorocebus djamdjamensis) in the southern Ethiopian Highlands. BMC Evolutionary Biology, 2018; 18 (1) DOI: 10.1186/s12862-018-1217-y
3. ↑  Chlorocebus djamdjamensis in der Roten Liste gefährdeter Arten der IUCN 2008. Eingestellt von: Butynski, T.M., Gippoliti, S., Kingdon, J. & De Jong, Y., 2008. Abgerufen am 10. Juli 2018.